# عمق البحار

عمق البحار من الخواص الهامة للبحار من ناحية الملاحة البحرية وحركة الغواصات، كما أنها هامة من وجهة المحافظة على البيئة.
ويُعين عمق البحار على المدى الواسع وعمق المحيطات بواسطة القياس بالأقمار الصناعية. كما تعين تضاريس أرضية البحار والمحيطات وكذلك مستوى سطح البحر بواسطة قياس صدى الصوت أو بالرادار. وتختلف تلك القياسات عن ما يوجد في الخرائط الجغرافية عادة بمقدار مدى المد والجزر، اللذان يتغيران بتغير الوقت خلال النهار أو الليل. كما أن الريح والأمواج لها تأثير كبير على المعرفة الآنية لمستوى البحر.
وتستخدم سفن الملاحة والغواصات قياس صدى الصوت لتعيين الأعماق، حيث تستخدم موجات فوق صوتية على هيئة نبضات قصيرة تُرسل إلى الأعماق وتُقاس أزمنة انعكاسها وارتدادها من قاع البحر.